# Calle de Isabel la Católica (Madrid)
La calle de Isabel la Católica es una vía pública de la ciudad española de Madrid, situada en el barrio de Palacio, distrito Centro.

## Descripción
La vía discurre desde la plaza de Santo Domingo hasta la Gran Vía. Habiéndose conocido en otras épocas como «calle del Espíritu Santo», «calle de los Presmostenses», «calle de la Inquisición» y «calle de María Cristina», honra con el título actual a Isabel I de Castilla (1451-1504), reina de Castilla y consorte de Sicilia y Aragón. Aparece descrita en Las calles de Madrid (1889) de Hilario Peñasco de la Puente y Carlos Cambronero con las siguientes palabras:

Isabel la Católica. Desde la plaza de Santo Domingo á la de los Mostenses. En el plano de Texeira aparece con la denominación de los Premostenses; en el de Espinosa con el de la Inquisición. Ha tenido también el nombre de María Cristina; y según dice una tradición, se denominó primeramente del Espíritu Santo. Se conservan antecedentes de construcciones particulares desde 1783. [...] En esta calle se halla el convento de Nuestra Señora de la Piedad, vulgo monjas Vallecas, porque en Vallecas se fundó el año 1473, pasando después á esta Villa é instalándose en su edificio de la calle de Alcalá, casa en que se halla el café de Fornos. En el núm. 4 estuvo, según Mesonero Romanos, la cárcel de la Inquisición hasta 1820, en que ésta quedó suprimida. Dice el ilustrado cronista de Madrid que en los calabozos no se encontró nada absolutamente que indicase señales de suplicios, ni aun de haber permanecido en ellos persona alguna de mucho tiempo atrás. En esta casa estableció hace algunos años una Academia de francés el profesor M. Anselme Ouradou.
(Peñasco de la Puente y Cambronero, 1889, pp. 266-267)